# Леман, Рудольф (офицер СС)
Рудольф Леман (нем. Rudolf Lehmann; 30 января 1914, Гейдельберг, Баден-Вюртемберг — 17 сентября 1983, Эттлинген, Баден-Вюртемберг) — штандартенфюрер СС, кавалер Рыцарского креста Железного креста с Дубовыми Листьями.

## Карьера
В 1936 году окончил юнкерское училище в Бад-Тёльце. В 30-х вступает в НСДАП (№ 3143188) и СС (№ 111883). 11 мая 1933 года зачислен в «Лейбштандарт СС Адольф Гитлер». С 1936 последовательно командовал взводом, затем ротой в штандарте СС «Германия». Принимал участие в Польской компании. С 1940 года перевёлся в штаб «Лейбштандарта», а в 1941 — окончил курсы офицеров Генштаба.
С 1 августа 1942 назначен начальником оперативного штаба дивизии «Лейбштандарт СС Адольф Гитлер». 
С октября 1944 — начальник штаба 1-го танкового корпуса СС
С 9 марта по 13 апреля 1945 Леман был командиром 2-й танковой дивизии СС «Рейх». В мае сдался в плен американским войскам. Освободившись из плена, жил на территории Западной Германии.

## Награды
- Железный крест 2-го класса (15 ноября 1939)
- Железный крест 1-го класса (29 мая 1940)
- Немецкий крест в золоте (2 ноября 1943)
- Рыцарский крест (23 февраля 1944)
  - Рыцарский крест с Дубовыми листьями (6 мая 1945)
- Упоминался в Вермахтберихт (13 марта 1944)